# حمامة خضراء
الحمامة الخضراء (بالإنجليزية: Bruce’s Green Pigeon)‏ هو نوع من الطيور ينتمي إلى فصيلة الحماميات، تسكن الحمامة الخضراء طوال العام في أكثر أودية جبال ظفار اخضراراً وتزداد أعدادها خلال موسم الخريف بوصول الطيور المهاجرة من القرن الأفريقي من أجل التكاثر، ونظراً لقدرتها الفائقة على التخفي يمكن للعين أن تخطئها بسهولة ولكن يمكن عادة معرفة مكانها عن طريق صغيرها المميز.
حمام خجول وهادئ وغير ملاحظ، نادر المجيء إلى الأرض المفتوحة طائر شجري تقريبًا. وهو حمام اجتماعي عادة يوجد في قطعان صغيرة يتجول بين الشجر الكثيف. يتوزيع في أفريقيا على نطاق واسع، الحمام الأخضر يُوجَد في مالي وشرق ليبيريا وزيمبابوي، بوتسوانا الشمالية والشرقية, ناميبيا الشمالية، موزمبيق، مبمالانجا والساحل الشرقي لجنوب أفريقيا. ويتواجد أيضاً في المنطقة الجنوبية الغربية من السعودية في جبال فيفا، وعسير. موطنه الغابة الكثيفة بالأشجار الدائمة الخضرة، والغابة النهرية وغابات التين.